# Saprosma fragrans
Saprosma fragrans là một loài thực vật thuộc họ Rubiaceae. Đây là loài đặc hữu của Ấn Độ.